# Camadena emarginalis
Camadena emarginalis är en fjärilsart som beskrevs av George Francis Hampson 1906. Camadena emarginalis ingår i släktet Camadena och familjen Thyrididae. Inga underarter finns listade i Catalogue of Life.